# Formicivora
Formicivora és un gènere d'ocells de la família dels tamnofílids (Thamnophilidae). Agrupa espècies natives d'Amèrica del Sud, on es distribueixen des de la costa del Mar Carib del nord del continent fins al sud-est del Perú i sud-est del Brasil, encara que una població aïllada de l'espècie F. intermèdia també es pot trobar a Panamà.

## Descripció
Els formiguerets d'aquest gènere són ocells petits i mesuren entre 11,5 i 13,5 cm de longitud; bonics, de cua força llarga i es troben en ambients semi oberts i vores de boscos. És inusual que els mascles siguin més foscos per baix que per dalt, i en la majoria de les espècies ostentant una distintiva franja blanca des de la cella cap avall als flancs.

## Taxonomia
El gènere Formicivora va ser introduït pel naturalista anglès William Swainson el 1824.
L'espècie tipus és el formigueret de flancs blancs meridional. El nom del gènere Formicivora combina les paraules llatines «formica »per a “formiga” i «-vorus» “menjar” de «vorare» “devorar”.
El formigueret de Sincorá es va descriure per primera vegada el 2007. Tot i que inicialment es va col·locar al seu propi gènere Stymphalornis, pertany a Formicivora. En canvi, el formigueret capnegre no està estretament relacionat amb altres formicívors i podria estar millor situat en el seu propi gènere.
Segons la Classificació del Congrés Ornitològic Internacional (versió 14.2, 2024 aquest gènere està format per 9 espècies:
- formigueret becfí - (Formicivora iheringi).[nota 1][10][11]
- formigueret capnegre - (Formicivora erythronotos).
- formigueret de flancs blancs meridional - (Formicivora grisea).
- formigueret de flancs blancs septentrional - (Formicivora intermedia).[nota 2][9][1][10][12][13][14]
- formigueret muntanyenc - (Formicivora serrana).[nota 3][9][1][15][16]
- formigueret ventrenegre - (Formicivora melanogaster).
- formigueret dorsi-rogenc - (Formicivora rufa).
- formigueret de Sincorá - (Formicivora grantsaui).[nota 4][17][18]
- formigueret d'aiguamoll - (Formicivora acutirostris).[nota 5][10][11][19][20][21][nota 6][9][1][8][22]